# Skal (Stiftung)

Bio-Siegel der Europäischen Union

Stichting Skal Biocontrole (Skal) ist eine niederländische Stiftung mit Sitz in Zwolle, die im Auftrag des niederländischen Ministeriums für Landwirtschaft, Natur und Lebensmittelqualität die ökologische Landwirtschaft in den Niederlanden überprüft und für die Vergabe des Europäischen Bio-Siegels zuständig ist.

## Geschichte
Die Gründung erfolgte 1987 unter dem Namen Stichting Keur Alternatief voortgebrachte Landbouwproducten (SKAL). Im Jahr 1992 erhielt SKAL von der niederländischen Regierung die Aufgabe, die 1991 in Kraft getretene EG-Öko-Verordnung umzusetzen und deren Einhaltung zu überwachen. In diesem Jahr ändert sich auch der Name der Stiftung in Skal Biocontrole.